# Různivka
Různivka (Maieta) je rod rostlin z čeledi melastomovité. Jsou to keře s jednoduchými, vstřícnými, v páru výrazně nestejnými listy s charakteristickou žilnatinou a pětičetnými, bílými nebo růžovými květy. Plodem je bobule. Rostliny jsou myrmekofilní, bázi čepele listů mají vakovitá domatia obývaná symbiotickými mravenci. Rod zahrnuje 3 druhy a je rozšířen v nížinných i horských deštných lesích tropické Ameriky. Dužnina plodů je jedlá.

## Popis
Různivky jsou stálezelené keře dorůstající výšky do 2 metrů. Listy jsou jednoduché, vstřícné, silně nestejné, chlupaté. Žilnatina je podobná jako u jiných melastomovitých, tvořená několika od báze jdoucími hlavními žilkami, příčně pospojovanými sekundární žilnatinou. Větší z protistojných listů nese na bázi čepele vakovitá domatia (formikária) obývaná symbiotickými mravenci. Květy jsou pětičetné, přisedlé nebo krátce stopkaté, jednotlivé nebo v krátkých vrcholících vyrůstajících v úžlabí horních listů. Češule je kuželovitá až zvonkovitá, někdy křídlatá (M. neblinensis). Kalich je pětilaločný, se štětinovitými vnějšími zuby. Koruna je bílá nebo růžová, korunní lístky jsou obvejčité, na vrcholu zaokrouhlené až tupé. Tyčinky jsou stejné, se žlutými prašníky. Semeník je polospodní, s 5 komůrkami a lysou čnělkou nesoucí hlavatou bliznu. Plodem je mnohosemenná bobule.

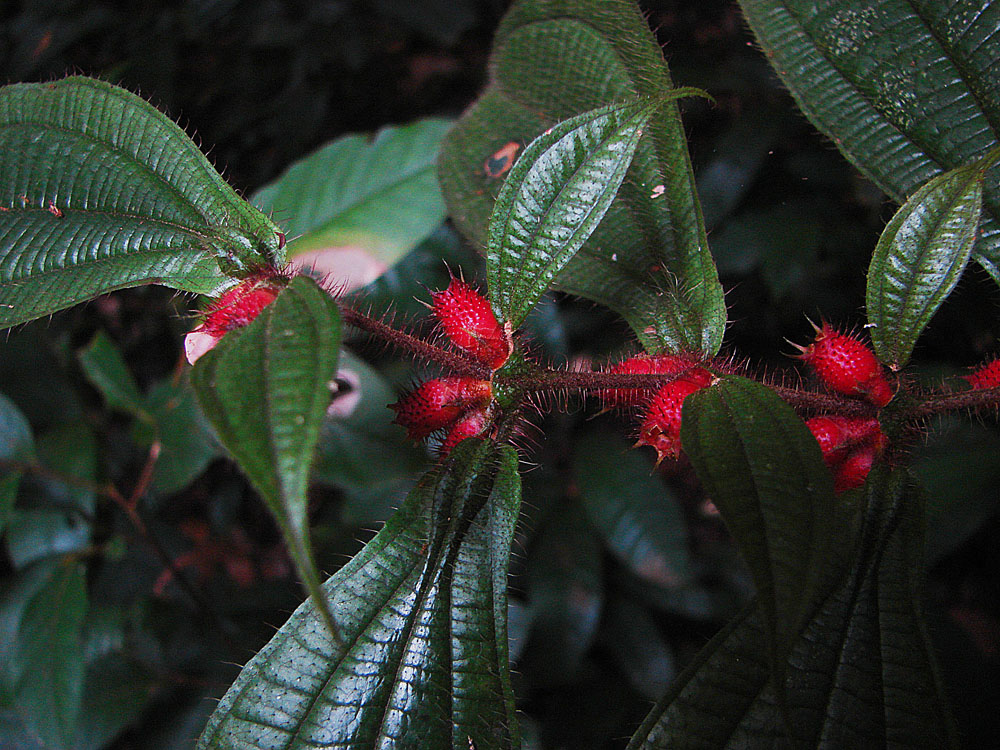
Větévka M. guianensis s plody

## Rozšíření
Rod různivka zahrnuje 3 druhy. Je rozšířen v tropické Jižní Americe od Kolumbie a Guyany po Brazílii a Bolívii. M. poeppigii se vyskytuje i na Kokosovém ostrově ve Střední Americe. Centrum rozšíření rodu je v oblasti Guyanské vysočiny, kde se vyskytují všechny 3 druhy. Nejrozšířenější je druh M. guianensis. M. poeppigii má podobně rozsáhlý areál, není však tak běžná. M. neblinensis je endemit pohoří Sierra Neblina na brazilsko-venezuelské hranici a blízké stolové hory Cerro Aracamuni. Byla popsána v roce 1964.
Různivky rostou ve stálezelených nížinných až horských tropických deštných lesích v nadmořských výškách 50 až 1600 metrů. Druh M. poeppigii roste i v sekundární vegetaci.

## Ekologické interakce
Různivky patří mezi myrmekofilní rostliny. Na bázi listové čepele jsou vytvořeny duté, vakovité útvary (domatia), obývaná symbiotickými mravenci. Podobné útvary mají na listech či řapících i někteří jiní zástupci čeledi melastomovité, např. rod tokoka (Tococa). Mravenci rostlinu chrání před býložravci, patrolují na listech a ihned odstraňují vajíčka hmyzu, termity a housenky. Mezi nejčastější symbiotické mravence náleží drobné druhy Pheidole minutula a Crematogaster laevis. Rostlina jim na oplátku poskytuje úkryt a jako potravu drobná výživná tělíska, nacházející se na ploše listů nebo přímo v domatiích. Mravenci si také v domatiích chovají červce jako zdroj sladké medovice. Při experimentální studii bylo zjištěno, že odstranění těchto mravenců vede ke škodám na listech, způsobených zejména housenkami různých můr, nižší životaschopnosti rostlin a mnohonásobně menší násadě plodů.

## Taxonomie
Rod Maieta je v rámci čeledi melastomovité řazen do podčeledi Melastomoideae a tribu Miconieae. Do tohoto rodu byly v minulosti řazeny některé druhy rodu Clidemia. Blízce příbuzným rodem je rovněž myrmekofilní rod tokoka (Tococa).

## Význam
Dužnina plodů M. poeppigii a M. guianensis je jedlá.